# Tamba mnionomera
Tamba mnionomera là một loài bướm đêm trong họ Noctuidae.